# Markus Hediger
Markus Hediger (Zurique, 31 de março de 1959) é um poeta, tradutor e ensaísta suíço. Sua língua materna é o alemão, mas escreve suas obras poéticas no idioma francês.

## Biografia
Markus Hediger passou sua infância e adelescência em Reinach no Cantão de Argóvia. Entre 1980 e 1990, estudou línguas românicas (francês e italiano) e crítica literária na Universidade de Zurique.
Aos 16 anos, viajou pela primeira vez a Paris, onde, em 1979, conheceu o poeta e dramaturgo libanées Georges Schehadé, que ampliou seus horizontes poéticos. Essa amizade influenciou significativamente sua obra.
Em 1996, publicou seu primeiro livro de poesia, Ne retournez pas la pierre, seguido por En deçà de la lumière em 2009 e Dans le cendrier du temps em 2022. Aléem de sua produção poética, Hediger é tradutor, tendo vertido para o alemão obras de autores suíços como Nicolas Bouvier e Alice Rivaz.
Sua poesia é conhecida por explorar memórias de infância, amores, leituras de várias línguas, dores, lutos e lembranças, criando uma fusão entre paisagens externas e internas. Escrevendo em francês, ele constrói pontes entre as culturas francesa e alemã, enriquecendo sua expressão poética.

## Obras publicadas

### Poesia
- Ne retournez pas la pierre, romésie (1981-1995), Éditions de l'Aire, Vevey 1996 ISBN 2-88108-437-0
- Ne retournez pas la pierre – Dreht den Stein nicht um. Francês – Alemão (CD Audio), Arsmedia, Schöftland 1999 ISBN 3-909188-36-2
- Là pour me souvenir / Qui per ricordare (tradução de Alberto Panaro e Grazia Regoli), selecção de 17 poemas em francês e em tradução italiana, Lietocollelibiri, Faloppio 2005 ISBN 88-7848-154-8
- En deçà de la lumière, romésie II (1996-2007), Éditions de l'Aire, Vevey 2009 ISBN 2-88108-886-4
- Pour que quelqu’un de vous se souvienne, Alla Chiara Fonte, Viganello 2013
- L'or et l'ombre. Un seul corps, romésies I-III (1981-2016), Éditions de l'Aire, L'Aire bleue, Vevey 2017 ISBN 9782-94058-612-7
- Dans le cendrier du temps, romésie III (2008-2021), Éditions de l'Aire, L'Aire bleue, Vevey 2022 ISBN 978-2-88956-222-0

### Ensaio
- Les Après-midi de Georges Schehadé, ensaio, in: Rencontre II, Éditions de l'Aire, Vevey 2009 ISBN 978-2-88108-900-8